# Têudis
Têudis (531-548) foi rei visigodo de Toledo, sucedendo a Amalarico após a sua morte.